# Eddie Jobson

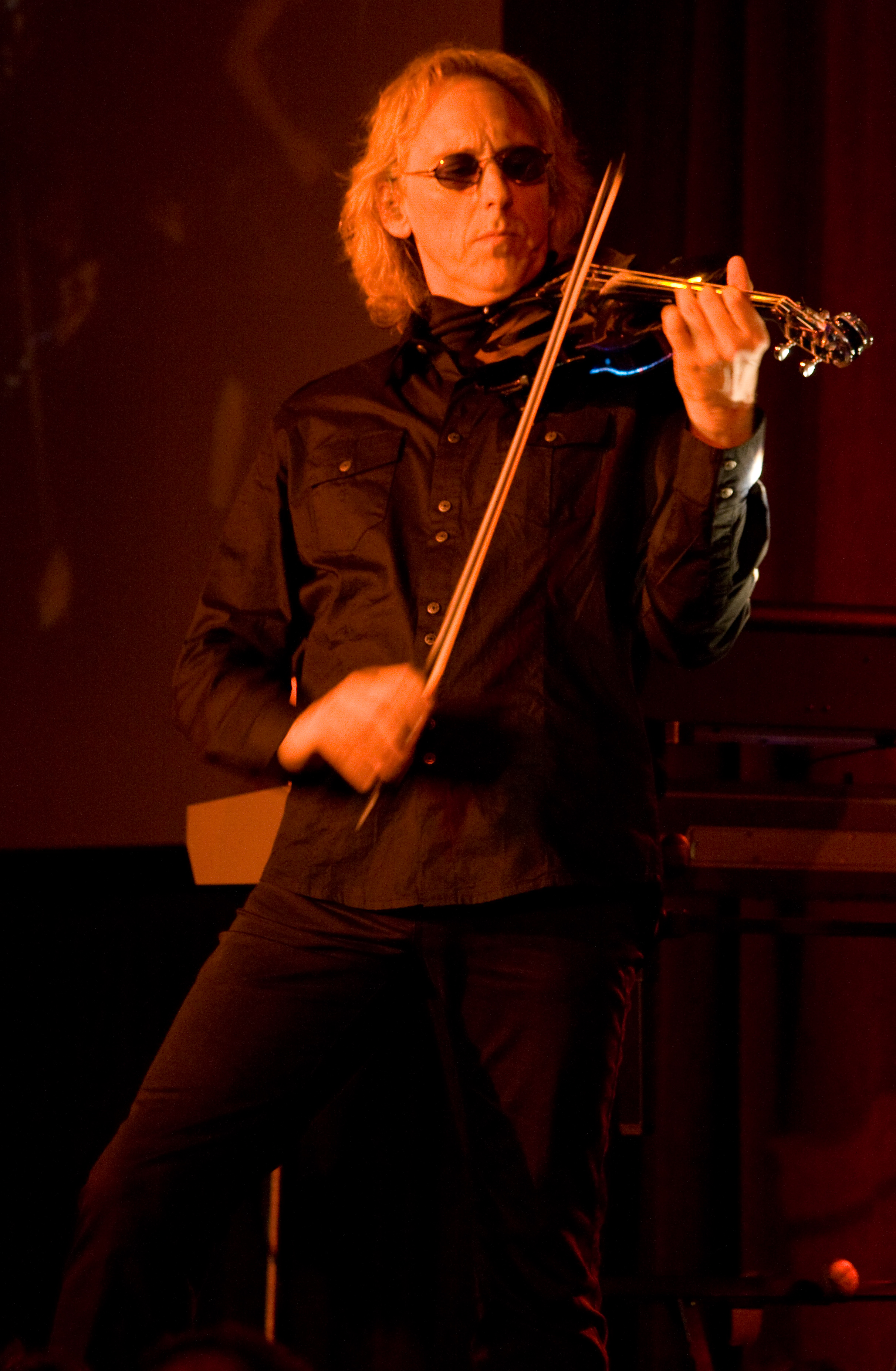
Jobson im August 2009

Edwin Jobson (* 28. April 1955 in Billingham, England) ist ein britischer Rockmusiker sowie Fernseh- und Werbemusikkomponist. Er spielt Keyboard und Geige.

## Leben

### Frühe Jahre
Jobson begann im Alter von acht Jahren Geige und Klavier zu spielen. Mit 16 gründete er die Band Fat Grapple. Diese Gruppe spielte bei verschiedenen Anlässen, zum Beispiel einige Male als Vorgruppe von Curved Air.

### Bei Curved Air
Dieser Band schloss sich Jobson 1973 an, wobei er gleichzeitig den Geiger Darryl Way und den Keyboarder Francis Monkman ersetzte. Mit dieser Band nahm Jobson zwei Alben auf, wobei er einige eigene Stücke beisteuerte.

### Bei Roxy Music
Dadurch, dass die Schwestern von Eddie Jobson und Roxy-Music-Mitglied Bryan Ferry eine gemeinsame Wohnung hatten, kam die nächste Station in Jobsons Karriere zustande. Erst spielte Jobson auf Ferrys Soloalbum These Foolish Things, dann stieg er bei Roxy Music als Ersatz für Brian Eno ein und nahm mit der Gruppe drei Studioalben (Stranded, Country Life und Siren) und das Livealbum Viva! Roxy Music auf.

### Sessionmusiker
In der Folge arbeitete er als begehrter Studio- und Livemusiker mit der Gruppe Amazing Blondel und Künstlern wie Dana Gillespie, Bryan Ferry, Andy Mackay, Phil Manzanera, Roger Glover, John Entwistle und Frank Zappa zusammen. 1976 brachte er die Solosingle Yesterday Boulevard / On a Still Night heraus. John Wetton kannte Jobson von der Roxy-Music-Tournee. Er lud ihn ein, einige Overdubs zum King-Crimson-Livealbum USA beizusteuern.

### UK
Nachdem ein Bandprojekt von Rick Wakeman, Bill Bruford und John Wetton nicht zustande gekommen war, lud Bruford den Fusiongitarristen Allan Holdsworth, Wetton und Eddie Jobson ein, gemeinsam eine Band zu gründen. Unter dem Namen UK brachte die Band zwei Studioalben (UK, Danger Money) und das Livealbum Night After Night heraus, wobei die Besetzung nach dem ersten Album auf ein Trio mit Terry Bozzio als Schlagzeuger umgebaut wurde. Nachdem sich die Band trotz großen Publikumszuspruchs aufgelöst hatte, arbeitete Jobson wieder als Studiomusiker.

### Bei Jethro Tull
1980 wurde Jobson nach der weitgehenden Auflösung des bisherigen Line-Ups Keyboarder und Violinist bei Jethro Tull, denen er kein Unbekannter war, da bei früheren Tull-Konzerten Roxy Music und UK als Vorgruppen aufgetreten waren. Er nahm mit der Band das Album A auf und absolvierte auch die anschließende Welttournee, dokumentiert auf der DVD Slipstream (Bonusbeilage der Remastered-Version von A). Jobsons Spiel nimmt auf A, dem Auftakt einer Reihe Keyboard-dominierter Tull-Alben, breiten Raum ein; seine Soli stehen in einigen Stücken gleichberechtigt neben denen von Ian Anderson auf der Querflöte und denen von Martin Barre auf der Gitarre. Gemäß den Liner Notes steuerte Jobson auch kompositorisches Material bei.

### Zinc
1981 verließ Jobson Jethro Tull und stellte seine eigene Band namens „Zinc“ zusammen, welche ein einziges Album (The Green Album) auf den Markt brachte.

### Solo
Trevor Rabin, Chris Squire und Alan White, die von Atlantic-Records-Chef Ahmet Ertegün dazu gedrängt wurden, ein kommerzielles Album zu schreiben, wollten mit Eddie Jobson 1981 eine neue Band namens Cinema gründen. Doch Jobson, der mitten in den Aufnahmen zu Zinc – The green Album steckte, musste zunächst absagen. Er wurde daraufhin durch Tony Kaye, ein ehemaliges Yes-Mitglied, ersetzt. Nachdem auch Yes-Sänger Jon Anderson zu dem Projekt hinzugestoßen war, nannte sich die neue Band Yes. Als Kaye, der mit Produzent Trevor Horn persönlich nicht gut zurechtkam, kurze Zeit später aussteigen wollte, holte man Jobson in die Band. Dieser war daraufhin für zwei Wochen Mitglied von Yes und ist im Video zu Owner of a Lonely Heart kurz zu sehen. Aufgrund namensrechtlicher Probleme wurde dann aber doch ein weiteres Yes-Gründungsmitglied benötigt, und Kaye kehrte zurück. Das Angebot, sich die Keyboardarbeit mit diesem zu teilen, lehnte Jobson angesichts der wenig anspruchsvollen Parts ab, er verließ die Band darauf endgültig.
Danach widmete sich Jobson der New-Age-Musik. Das Ergebnis war sein Soloalbum Theme of Secrets, das auf dem Private-Music-Label von Ex-Tangerine-Dream-Mitglied Peter Baumann erschien.
Jobson schrieb Musik für Werbungen und fürs Fernsehen, unter anderem für die US-Fernsehserie Nash Bridges. 2000 produzierte er das Album des Voices of Life Bulgarian Women Choir, wobei er drei neue Kompositionen beisteuerte und auch Violine spielte. Seit 2000 leitet er seine eigene Musik-/Videoproduktionsfirma namens Globe Music Media Arts.

### UKZ
Im Oktober 2007 wurde die Gründung einer neuen Progressive-Rock-Supergroup namens UKZ bekannt gegeben. Mitglieder sind Eddie Jobson, der frühere King-Crimson-Bassist Trey Gunn (Warr Guitar), Greg Howe, Alex Machacek, Marco Minnemann und der Sänger Aaron Lippert, der 1999 an einer gescheiterten UK-Wiedervereinigung beteiligt gewesen war. Der Gruppenname spielt sowohl auf die früheren Projekte UK und Zinc an. Ein Album war für 2008 vorgesehen, erschien jedoch nicht.

## Diskografie

### Solo
- Zinc: The Green Album – 1983.
- Theme of Secrets – 1985.